# نادي الإعلاميين
نادي الإعلاميين الرياضي نادي مصري يلعب حاليًا في الدوري المصري القسم الثاني يلعب في مجموعة الصعيد، تأسس في عام 2003.صعد من الدوري المصري القسم الثالث موسم 2018/2019.